# Associazione Torinese Tram Storici
L'Associazione Torinese Tram Storici ETS (ATTS) è un ente del terzo settore nato a Torino nel dicembre del 2005 con lo scopo di valorizzare il tram come patrimonio storico e culturale della collettività. Cura il reperimento, il restauro e il mantenimento in servizio dei tram storici della città piemontese.

## Attività

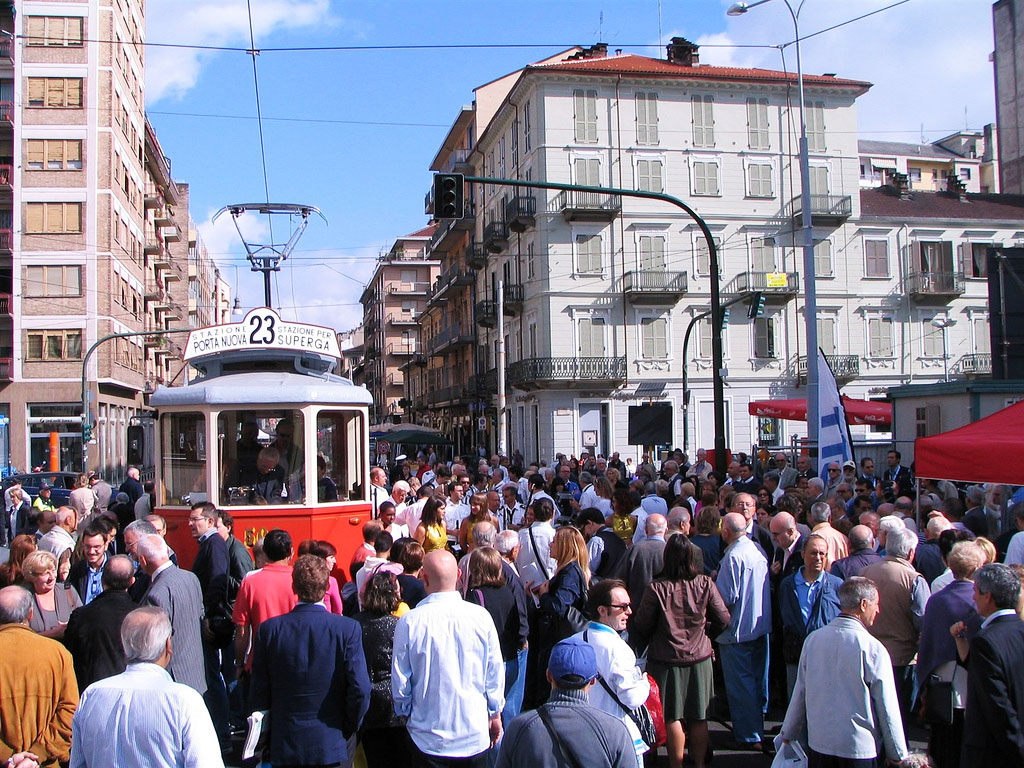
Un tram di ATTS a una festa di quartiere

L'attività è basata sul lavoro volontario dei soci. L'ATTS si ispira ad analoghi sodalizi che operano all'estero, in particolar modo in Europa. Tra i soci vi sono alcune centinaia di privati cittadini e persone giuridiche, tra cui il GTT (Gruppo Torinese Trasporti), gestore della rete di trasporto pubblico di Torino e provincia, e altri enti pubblici e privati.

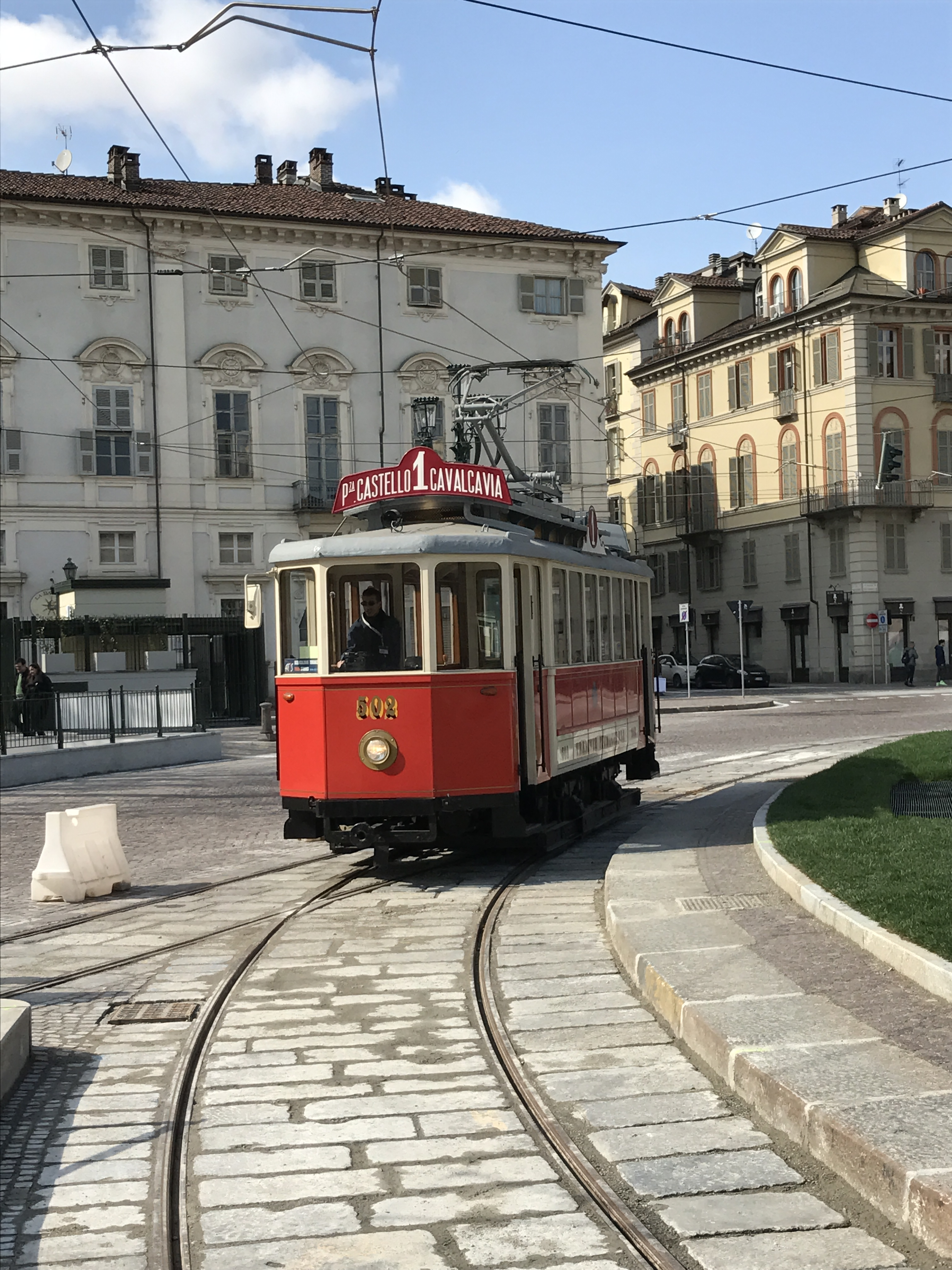
Il tram 502 in piazza Carlina durante manifestazione

Lo scopo dell'associazione è quello di incrementare la flotta torinese di tram d'epoca con materiale rotabile tranviario di particolare interesse storico, proveniente sia da Torino sia da altre città. Un gruppo di soci è poi addetto al restauro e alla manutenzione delle vetture. Altri sono impegnati in altre attività  come accompagnamento dei passeggeri, guida dei tram, pubbliche relazioni; vi sono infine semplici simpatizzanti che sostengono l'attività con il versamento della quota sociale.
È promotrice di due manifestazioni, il Trolley Festival e l'ATTS Show, che si svolgono rispettivamente a dicembre e giugno di ogni anno. Nel 2011 l'ATTS è stata l'organizzatrice del convegno dell'unione delle associazioni europee che si occupano di mezzi di trasporto storici, (AHN, Arbeitsgemeinschaft Historischer Nahverkehr, cioè "Gruppo di lavoro del trasporto locale storico"). Collabora inoltre con associazioni europee come l'associazione "Amici del museo del tram di Monaco" (Freunde des Münchener Trambahnmuseums), con sede a Monaco di Baviera in Germania.

## La linea storica 7
In occasione dei festeggiamenti per il 150º anniversario dell'Unità d'Italia, l'associazione è stata la promotrice di un'iniziativa trasportistico-culturale: la creazione della linea tranviaria 7, gestita unicamente con vetture storiche. Primo e unico caso in Italia di iniziativa di questo genere, riprende analoghi progetti già attuati in altre città del mondo come San Francisco, Dallas, Santos, Amsterdam, Rotterdam, Stoccolma e Porto. La linea 7 è stata inaugurata il 28 marzo 2011; il suo servizio avrebbe dovuto concludersi nel mese di novembre 2011 con la fine dei festeggiamenti dell'Unità d'Italia, ma dal 1º settembre 2012, dopo una modifica di percorso attuata il 1º dicembre 2011, la linea è stata confermata nella rete dei trasporti della città subalpina. Viene gestita solo la domenica e nei festivi, oltre che in alcuni specifici periodi ad alta affluenza turistica; le tariffe in vigore sono quelle ordinarie delle linee urbane.
|  | Urban head station |

|  | Urban stop on track |

|  | Urban stop on track |

|  | Urban stop on track |

|  | Urban stop on track |

|  | Urban stop on track |

|  | Urban stop on track |

|  | Urban stop on track |

|  | Urban stop on track |

| Unknown route-map component "BAHN" | Urban stop on track |

|  | Urban stop on track |

|  | Urban stop on track |

|  | Urban stop on track |

| Unknown route-map component "BAHN" | Urban stop on track |

|  | Urban stop on track |

|  | Urban stop on track |

|  | Urban stop on track |

|  | Urban stop on track |

|  | Urban stop on track |

|  | Urban stop on track |

|  | Urban End station |

La linea 7 ha conosciuto anche due importanti variazioni di percorso dovute alla chiusura dei Giardini Reali per via dell'Ostensione della Sindone nel 2015: la prima deviazione ha portato il capolinea in piazza Statuto, mentre la seconda, attiva dal 19 aprile al 12 luglio 2015, ha posizionato il capolinea a fianco della chiesa della Gran Madre di Dio.

## I tram storici
Torino ha un parco storico composto da 26 vetture, di cui 14 funzionanti, una statica, una a trazione animale e le restanti in attesa di restauro.
Oltre alle 26 vetture propriamente storiche, sono presenti 5 tram più moderni dipinti in livrea storica.
Alcune vetture sono di proprietà del GTT, altre dell'ATTS.
| Matricola   | Città di provenienza | Anno costruzione | Fine servizio passeggeri | Anno restauro         | Note                                                            | Immagine |
| ----------- | -------------------- | ---------------- | ------------------------ | --------------------- | --------------------------------------------------------------- | -------- |
| 197         | Torino               | 1890             |                          | 1977                  | Tram a cavalli, statico, restaurato dall'ATM (divenuta GTT)     |          |
| 116         | Torino               | 1911             | 1966                     | 1976                  | Restaurata dall'ATM (divenuta GTT)                              |          |
| 502         | Torino               | 1924             | 1966                     | 2009                  | Già restaurato statico nel 2000 dall'ATM (divenuta GTT)         |          |
| 2592        | Torino               | 1933             | 1983                     | 2009                  |                                                                 |          |
| 2593        | Torino               | 1933             | 1983                     | In allestimento       | Tram della cultura                                              |          |
| 2595        | Torino               | 1933             | 1981                     | 2000                  | Restaurata dall'ATM (divenuta GTT)                              |          |
| 2598        | Torino               | 1933             | 1971                     | 2011                  | Nel 1971 diventa vettura per il traino                          |          |
| 3104        | Torino               | 1949             | 2001                     | 2010                  |                                                                 |          |
| 3203        | Torino               | 1958             |                          | 2001                  | Restaurata dall'ATM (divenuta GTT)                              |          |
| 3279        | Torino               | 1959             |                          | 1998                  | Restaurata dall'ATM (divenuta GTT)                              |          |
| 3501        | Torino               | 1948             | 1990                     | 1998                  | Ricostruita nel 1948 dalla motrice 3001                         |          |
| 2759        | Torino               | 1950             | 1987                     | 2012                  | Restaurata utilizzando parti della motrice 2758                 |          |
| 2847        | Torino               | 1960             |                          | 2009                  | In origine numerata 2846                                        |          |
| 209         | Torino               | 1911             | 1966                     | 2006                  | Statico, ex sabbiera T426                                       |          |
| 312         | Roma                 | 1935             | 1980                     | 2010                  |                                                                 |          |
| 401         | Roma                 | 1938             | 1980                     | In restauro           |                                                                 |          |
| S1 (307)    | Roma                 | 1904             | 1980                     | In attesa di restauro | Smerigliatrice S1, ex 307 SRTO                                  |          |
| 447         | Trieste              | 1938             | 1980                     | 2016                  | Nel 1963 acquistata dalla Stefer di Roma                        |          |
| 201         | Bologna              | 1934             | 1980                     | 2011                  | Nel 1965 acquistata dalla Stefer di Roma                        |          |
| 2401 e 3404 | Monaco di Baviera    | 1956             | 1988                     | In restauro           |                                                                 |          |
| 961         | Napoli               | 1934             | 1980                     | In restauro           |                                                                 |          |
| T420        | Torino               | 1928             | 1960                     | In attesa di restauro | Molatura binari, da restaurare, con la cassa in legno della 614 |          |
| 01496       | Milano               | 1928             | 1955                     | In attesa di restauro | Rimorchio tranviario                                            |          |
| 3201        | Torino               | 1958             | 2003                     | In attesa di restauro |                                                                 |          |
| 3216        | Torino               | 1958             | 2003                     | In attesa di restauro |                                                                 |          |

## Autobus storici
Nel 2011, in occasione del 150º anniversario dell'Unità d'Italia del 2011 l'ATTS è riuscita a restaurare l'autobus bipiano Fiat 413 carrozzato Viberti numero 2002, uno dei 12 costruiti e acquistati esattamente 50 anni prima, nel 1961, in occasione del centenario dell'Unità d'Italia, e numerati dal 2001 al 2012.
Il patrimonio ATTS comprende anche il pullman "Satti" numero 15, costruito nel 1949 dall'Aeritalia modificando un telaio Fiat 626 RN e impiegato per oltre trent'anni dapprima sulla linea Torino-Ceres, poi come navetta per il trasporto di operai.
| Matricola | Città di provenienza | Anno costruzione | Anno radiazione | Anno restauro | Note                    | Immagine |
| --------- | -------------------- | ---------------- | --------------- | ------------- | ----------------------- | -------- |
| 15        | Torino               | 1949             | 1979            | 2006          | Già restaurato nel 1979 |          |
| 2002      | Torino               | 1961             | 1985            | 2011          |                         |          |